# قطره‌های آب بر سنگ‌های گدازان
قطره‌های آب بر سنگ‌های گدازان (فرانسوی: Gouttes d'eau sur pierres brûlantes‎) فیلمی درام به کارگردانی فرانسوا اوزون و محصول سال ۲۰۰۰ کشور فرانسه است. اوزون فیلم‌نامه این فیلم را بر اساس نمایشنامه‌ای از راینر ورنر فاسبیندر کارگردان آلمانی اقتباس کرده‌است.

## بازیگران
- برنار ژیرودو
- مالک زیدی
- لودیوین سنیه
- آنا تامسون